# Odontocynips nebulosa
Odontocynips nebulosa är en stekelart som beskrevs av Jean-Jacques Kieffer 1910. Odontocynips nebulosa ingår i släktet Odontocynips och familjen gallsteklar. Inga underarter finns listade i Catalogue of Life.